# Trichodesma (kevers)
Trichodesma is een geslacht van kevers uit de familie van de klopkevers (Anobiidae).

## Soorten
- Trichodesma cristata (Casey, 1890)
- Trichodesma fuliginosa White, 1981
- Trichodesma gibbosa Say, 1825
- Trichodesma klagesi Fall, 1905
- Trichodesma pratti Fisher, 1919
- Trichodesma pulchella Schaeffer, 1903
- Trichodesma sellata G. Horn, 1894
- Trichodesma setiferum (LeConte, 1858)
- Trichodesma sordida G. Horn, 1894
- Trichodesma texana Schaeffer, 1903